# Snuten i Hollywood
Snuten i Hollywood (engelska: Beverly Hills Cop) är en amerikansk actionkomedifilm från 1984 i regi av Martin Brest. I huvudrollerna ses Eddie Murphy, Judge Reinhold och John Ashton. Filmen hade biopremiär i USA den 5 december 1984. I Sverige hade den premiär den 15 februari 1985.
Den snabbkäftade Detroit-polisen Axel Foley (Eddie Murphy) lyckas på något sätt alltid hamna i Beverly Hills polisdistrikt. De lokala poliserna där är inte överförtjusta i att Axel kommer på besök, men han får hjälp av William "Billy" Rosewood (Judge Reinhold) och John Taggart (John Ashton). Detta är första filmen i Snuten i Hollywood-trilogin.

## Handling
Axel Foleys bäste vän blir mördad. Spåren leder till Beverly Hills. Han förbjuds att delta i undersökningen men struntar i det. Han märker snabbt att hans framfusiga sätt inte går hem hos polisen i Beverly Hills och de båda poliserna Rosewood och Taggart gör allt för att hålla Foley under kontroll. De lyckas inte speciellt bra.

## Rollista
- Eddie Murphy – Axel Foley
- Judge Reinhold – Detective Billy Rosewood
- John Ashton – Sergeant John Taggart
- Lisa Eilbacher – Jenny Summers
- Ronny Cox – Lieutenant Andrew Bogomil
- Steven Berkoff – Victor Maitland
- James Russo – Mikey Tandino
- Stephen Elliott – Chief Hubbard
- Paul Reiser – Jeffrey
- Jonathan Banks – Zack
- Gilbert R. Hill – Inspector Douglas Todd
- Bronson Pinchot – Serge
- Damon Wayans – Banana Man

## Bakgrund
Huvudrollen var från början tänkt att gå till Sylvester Stallone som skrev om manuset för att passa honom. Produktionsbolaget tyckte dock filmen blev för dyr med Stallone i huvudrollen. Av den anledningen meddelade de Stallone att han inte längre fick huvudrollen som istället gick till Eddie Murphy. En stor del av manuset som skulle passa Stallone användes senare i filmen Cobra. När Murphy fick rollen skrevs manus också om igen; från att ha varit en rak action blev den nu en actionkomedi istället.